# 20204 Yuudurunosato
20204 Yuudurunosato este un asteroid din centura principală de asteroizi.

## Descriere
20204 Yuudurunosato este un asteroid din centura principală de asteroizi. A fost descoperit pe 1 martie 1997 la Nanyo de Tomimaru Okuni. Asteroidul prezintă o orbită caracterizată de o semiaxă mare de 2,74 ua, o excentricitate de 0,05 și o înclinație de 4,2° în raport cu ecliptica.